# 1890 en Bretagne
 Chronologie de la Bretagne
- 1886
- 1887
- 1888
- 1889
- 1890
- 1891
- 1892
- 1893
- 1894

Cette page recense des événements qui se sont produits durant l'année 1890 en Bretagne.

## Société

### Naissance

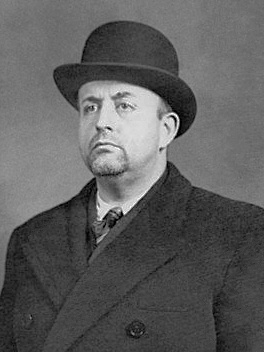
Eugene Deloncle en 1937

- 25 mars à Fougères : Jean Guéhenno, écrivain français

- 29 mars à Brest : Jean Jadé (décédé le 4 juillet 1936 à Quimper), homme politique français.
- 20 juin à Brest : Eugène Deloncle est un homme politique français, mort à Paris le 7 janvier 1944, cofondateur de la Cagoule en 1935.